# Col de la Loze
Pour l’article ayant un titre homophone, voir Col de la Lauze.
Le col de la Loze est un col situé à 2 275 mètres d'altitude dans les Alpes en France.

## Toponymie
Le nom du col « Loze » — dérivé du francoprovençal lauze, losa, lose — provient de la pierre schisteuse.

## Géographie
Il se trouve sur la limite communale entre Les Allues et Courchevel, dans le département de la Savoie, en région Auvergne-Rhône-Alpes. Ce col peu marqué, situé à 2 275 mètres d'altitude, est sur la ligne de crête entre le rocher de la Loze à 2 527 mètres d'altitude au sud et le sommet des Lanches à 2 307 mètres d'altitude au nord. Il domine la station de sports d'hiver de Méribel à l'ouest et celle de Courchevel à l'est.
Son environnement immédiat est marqué par les remontées mécaniques et des pistes de ski du domaine skiable des Trois Vallées : le sommet des Lanches constitue l'arrivée de deux télésièges desservant plusieurs pistes de ski dont une, le « boulevard de la Loze », passe au col ; une piste appelée « col de la Loze », part du sommet des Lanches et se dirige vers Courchevel mais sans passer par le col. En dehors de la période hivernale, le col est accessible à pied par des sentiers de randonnée permettant d'accéder aux différents sommets et vallées environnants.
Le sommet des Lanches, à 300 mètres au nord du col, constitue le sommet de l'ascension depuis Méribel par la route qui passe juste en contrebas du col et dont les sept derniers kilomètres depuis l'altiport de Méribel sont réservés aux cyclistes. La route est goudronnée durant l'été 2019. Le chemin qui existait précédemment était utilisé uniquement pour l'entretien estival des remontées mécaniques,.

## Cyclisme

### Profil
Il y a deux versant possibles, soit l'ouest par Méribel, soit l'est par Courchevel :
- versant ouest court : le départ se fait depuis le village de Méribel : 10,2 km à 8,5 % (max : 24 %)[6] ;
- versant est : le départ se fait depuis Courchevel : 8,8 km à 6,6 % (max : 16 %)[7].

En ajoutant la partie intermédiaire entre la vallée et les villages, trois versions sont possibles :
- version nord-ouest : le départ se fait depuis Brides-les-Bains et la D915. Elle suit la D90, passe par les Allues et le village de Méribel : 22,5 km à 7,7 % (max : 24 %)[8] ;
- version nord puis ouest : le départ se fait depuis l'intersection D915-D91A entre Brides-les-Bains et Bozel. Elle suit la D915 jusqu'au Praz (Courchevel), prend la D98 en passant à la Tania pusi rejoint le village de Méribel : 28,4 km à 6 % (max : 24 %)[9] ;
- version nord puis est : le départ se fait depuis l'intersection D915-D91A entre Brides-les-Bains et Bozel. Elle suit la D915, passe par le Praz, Courchevel Village et Courchevel 1850 : 22,5 km à 6,5 % (max : 16 %)[10].

### Compétitions
Le 23 août 2019, la huitième étape du Tour de l'Avenir, une course de côte en ligne de 23 km, est la première course professionnelle à monter le col, cette étape est remportée par Alexander Evans.
Avant le premier passage du Tour de France, son directeur Christian Prudhomme décrit le col : « C'est quelque chose que l'on ne connaît pas, qui n'existe pas, tout simplement. » La montée, si on inclut les 15 premiers kilomètres d'ascension en serpentin vers Méribel, est tracée sur un total de 21,5 kilomètres depuis le pied, à Brides-les-Bains. Son pourcentage moyen est de 7,8 %. Sa particularité réside dans le profil unique des 6 derniers kilomètres qui consistent en une succession de replats et de murs raides, avec de nombreux passages à plus de 20 %, le tracé n'ayant pas été conçu initialement pour la circulation automobile.

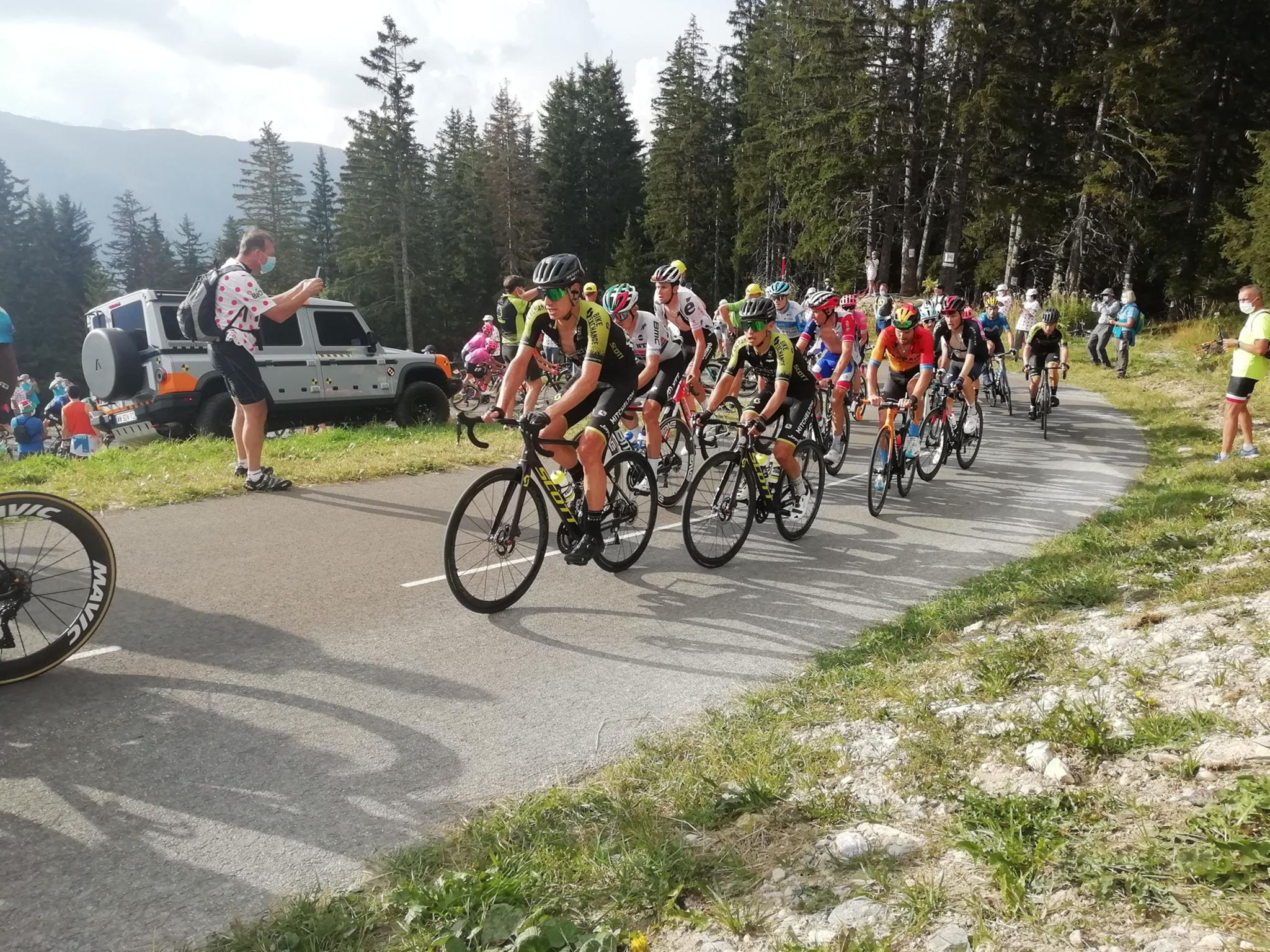
Le Tour de France 2020 gravissant le col de la Loze.

Le col est à l'arrivée de la 17e étape du Tour de France 2020, le 16 septembre, et voit décerné à son sommet le prix du souvenir Henri-Desgrange, puisqu'il s'agit du plus haut col de l'édition 2020. C'est le Colombien Miguel Ángel López qui remporte l'étape. À l'issue de l'étape, plusieurs coureurs affirment même que l'ascension du col de la Loze, de par son profil atypique dans les derniers kilomètres, est encore plus redoutable que les pentes du col du Mortirolo en Italie. Richie Porte, 5e à l'arrivée au sommet, déclare n'avoir jamais emprunté de col aussi difficile auparavant.
Une nouvelle ascension du col de la Loze a lieu lors de la 17e étape du Tour de France 2023. L'Autrichien Felix Gall le franchit seul en tête avant de remporter l'étape à l'altiport de Courchevel, après une défaillance soudaine et spectaculaire de Tadej Pogačar dans le col,.
Lors de la 18e étape du Tour de France 2025, le col est escaladé pour la première fois par Courchevel ; l'arrivée est jugée au col. C'est l'Australien Ben O'Connor qui s'impose.

### Controverse
Le goudronnage du chemin pour ouvrir le col à la course cycliste professionnelle et au cyclotourisme est controversé en raison de l'artificialisation et de l'anthropisation croissante de l'espace montagnard.